# Äggtjärnen, Ångermanland
Äggtjärnen är en sjö i Kramfors kommun i Ångermanland och ingår i Ångermanälven-Gådeåns kustområde.